# Harald (Comic)
Harald ist eine zwischen 1956 und 1987 erschienene frankobelgische Comicserie.

## Handlung
Der unschuldig nach Vinland verbannte Wikinger Harald kann den Frieden zwischen der Wikingerkolonie und den Indianern wiederherstellen, fährt mit dem Tribut für seinen König zurück und deckt eine Verschwörung seiner vermeintlichen Freunde auf, was zu seiner Rehabilitierung und zu weiteren Abenteuern führt. 

## Hintergrund
Liliane und Fred Funcken schrieben und zeichneten die Abenteuerreihe. In den Jahren 1966 und 1967 lieferte Jacques Acar den Text für zwei Kurzgeschichten. Die Serie erschien zwischen 1956 und 1967 in der belgischen und von 1956 bis 1987 in der französischen Ausgabe von Tintin. Le Lombard begann 1958 die Albenausgabe, die 1980 von Chlorophylle abgeschlossen wurde. Im deutschsprachigen Raum wurde ein Abenteuer von Harald le Viking gegen Ende der 1950er-Jahre unter dem Titel Rotes Gold und rauhe See in der Kinder-Zeitschrift Pony veröffentlicht. Der Buzemi Verlag gab die erste Episode in der ab 1984 erschienenen Reihe Mill’s Comics International unter dem Titel Die Nebelinsel heraus.

## Albenlange Geschichten
- L’Île de la brume (1956–1957)
- La Lueur verte (1957–1958)
- L’Escadre rouge (1961–1962)
- L’Escale de la peur (1962)